# Live at Wembley Arena
Live at Wembley Arena è un album dal vivo del gruppo musicale svedese ABBA, pubblicato nel 2014 ma registrato nel 1979.

## Tracce
1. Gammal fäbodpsalm – 1:43
2. Voulez-Vous – 4:11
3. If It Wasn't for the Nights – 5:18
4. As Good As New – 3:26
5. Knowing Me, Knowing You – 4:30
6. Rock Me – 3:34
7. Chiquitita – 5:34
8. Money, Money, Money – 3:57
9. I Have a Dream – 6:51
10. Gimme! Gimme! Gimme! (A Man After Midnight) – 5:34
11. S.O.S. – 3:30
12. Fernando – 4:13
13. The Name of the Game – 3:09
14. Eagle – 6:10
15. Thank You for the Music – 3:52
16. Why Did It Have to Be Me? – 4:32
17. Intermezzo No. 1 – 4:06
18. I'm Still Alive – 4:29
19. Summer Night City – 5:28
20. Take a Chance on Me – 4:25
21. Does Your Mother Know – 3:58
22. Hole in Your Soul – 4:39
23. The Way Old Friends Do – 3:05
24. Dancing Queen – 5:52
25. Waterloo – 3:51